# Adolf Philipp
Pour les articles homonymes, voir Philipp.
Adolf Philipp, né le 17 août 1943 à Ziemetshausen en Bavière et mort le 5 mai 1964 à Nauen près du Mur de Berlin, est un citoyen ouest-allemand, tué après avoir passé le Mur de Berlin depuis l'ouest et menacé les gardes est-allemands.

## Jeunesse
Il naît et grandit en Bavière, dans une famille relativement pauvre. Son père est propriétaire d'un petit magasin de radios ; sa mère travaille dans une imprimerie. Il est l'aîné de leurs quatre enfants, et a trois sœurs. Il bénéficie d'une enfance heureuse, malgré les revenus très modestes de ses parents. Bon élève, très sérieux, il entame un apprentissage comme technicien de radio et de télévision après ses études secondaires. À l'issue de sa formation, il obtient un emploi à Berlin-Ouest en été 1963. Berlin-Ouest est alors une enclave du monde occidental entourée par l'Allemagne de l'Est, et par le Mur de Berlin. Pour inciter des travailleurs ouest-allemands qualifiés à s'y installer, les autorités les exemptent de service militaire ; c'est pour cette raison principalement qu'Adolf Philipp s'y installe.

## Traversée du Mur, et décès
Fasciné initialement par la modernité de la vie à Berlin, Philipp devient rapidement préoccupé, puis obsédé, par la présence du Mur. Il passe beaucoup de temps à errer le long du Mur, et à observer autant que possible ce qui se passe de l'autre côté. Il écrit à sa famille qu'il ne comprend pas comment les habitants de Berlin-Ouest ont pu simplement s'habituer au Mur et l'accepter. Il perçoit en eux une forme d'indifférence à laquelle il ne parvient pas à se résoudre. Il participe à plusieurs manifestations contre le Mur, et cherche à se rapprocher des organisations de passeurs qui aident des habitants de Berlin-Est à passer à l'Ouest.
La nuit du 4 au 5 mai 1964, muni d'une arme à feu factice, il escalade le Mur depuis le quartier de Spandau à Berlin-Ouest, et pénètre dans la zone interdite qui jouxte le Mur à Nauen, en RDA. Personne ne le voit franchir le Mur, mais une fois de l'autre côté il croise une patrouille de deux gardes est-allemands. Il les braque avec son arme factice, et est immédiatement abattu. Les autorités de l'Est rapatrient son cadavre à Berlin-Ouest. Il est inhumé à Ziemetshausen ; une croix est érigée à Spandau par les autorités municipales pour commémorer son décès. Les raisons de son geste demeurent inconnues.
Après la disparition de la RDA en 1990, une enquête est ouverte quant aux circonstances de sa mort. Le garde l'ayant abattu est identifié, mais n'est pas inculpé, ayant tiré en légitime défense.